# Doris Kearns Goodwin
Doris Helen Kearns Goodwin (New York, 4 gennaio 1943) è una scrittrice, giornalista e storica statunitense.

## Biografia
Doris Helen Goodwin è nota principalmente per aver scritto biografie di presidenti statunitensi, come Lyndon Johnson and the American Dream, The Fitzgeralds and the Kennedys: An American Saga, Team of Rivals: The Political Genius of Abraham Lincoln e The Bully Pulpit: Theodore Roosevelt, William Howard Taft, and the Golden Age of Journalism. Il suo primo libro Lyndon Johnson and the American Dream è stato pubblicato nel 1977 ed è stato inserito nella lista settimanale dei best seller stilata dal New York Times. Nel 1995 ha vinto il Premio Pulitzer per la storia grazie a No Ordinary Time: Franklin and Eleanor Roosevelt: The Home Front During World War II, mentre l'anno successivo ha ricevuto il Golden Plate Award da parte dell'American Academy of Achievement. Due anni più tardi le è stato conferito il titolo L.H.D. dal Bates College. Nel 2005 è uscito il libro Team of Rivals: The Political Genius of Abraham Lincoln, il quale le ha permesso di vincere un Premio Lincoln e che è stato utilizzato come soggetto del film Lincoln di Steven Spielberg. La Goodwin è inoltre apparsa nella sesta stagione di American Horror Story ed è produttrice della miniserie televisiva Washington.

## Opere
- (EN) Lyndon Johnson and the American Dream, Harper & Row, 1976, ISBN 9780312060275.
- (EN) The Fitzgeralds and the Kennedys: An American Saga, St. Martin's Press, ISBN 9780312909338.
- (EN) No Ordinary Time: Franklin and Eleanor Roosevelt: The Home Front in World War, Simon & Schuster, 1994, ISBN 9780671642402.
- (EN) Wait Till Next Year: A Memoir, Simon & Schuster, 1997, ISBN 9780684847955.
- (EN) Every Four Years: Presidential Campaign Coverage from 1896 to 2000, Newseum, ISBN 9780965509176.
- (EN) Team of Rivals: The Political Genius of Abraham Lincoln, Simon & Schuster, 2005, ISBN 9780743270755.
- (EN) The Bully Pulpit: Theodore Roosevelt, William Howard Taft, and the Golden Age of Journalism, Simon & Schuster, 2013, ISBN 9781416547860.
- (EN) Leadership in Turbulent Times, Simon & Schuster, 2018, ISBN 9781476795928.

## Filmografia

### Attrice
- American Horror Story – serie TV, episodio 6x05 (2016)

### Soggetto
- Lincoln, regia di Steven Spielberg (2012)

### Doppiatrice
- I Simpson - episodio 28x03